# Zierikzee

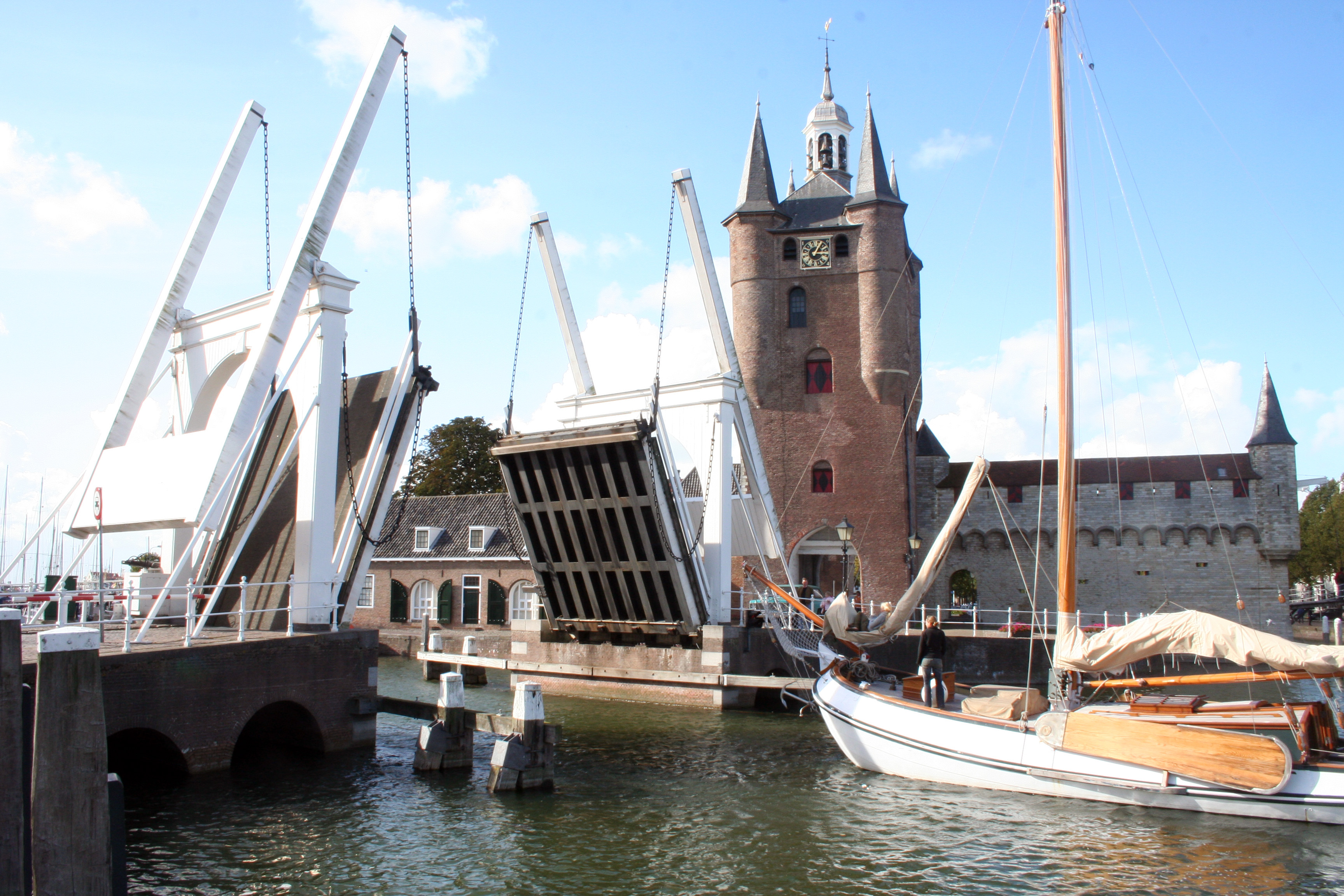
Zierikzee: la zona del porto con la Zuidhavenpoort e il ponte levatoio

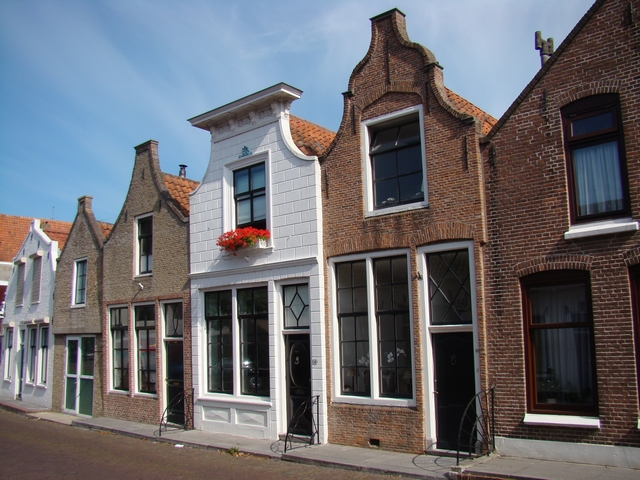
Edifici di Zierikzee

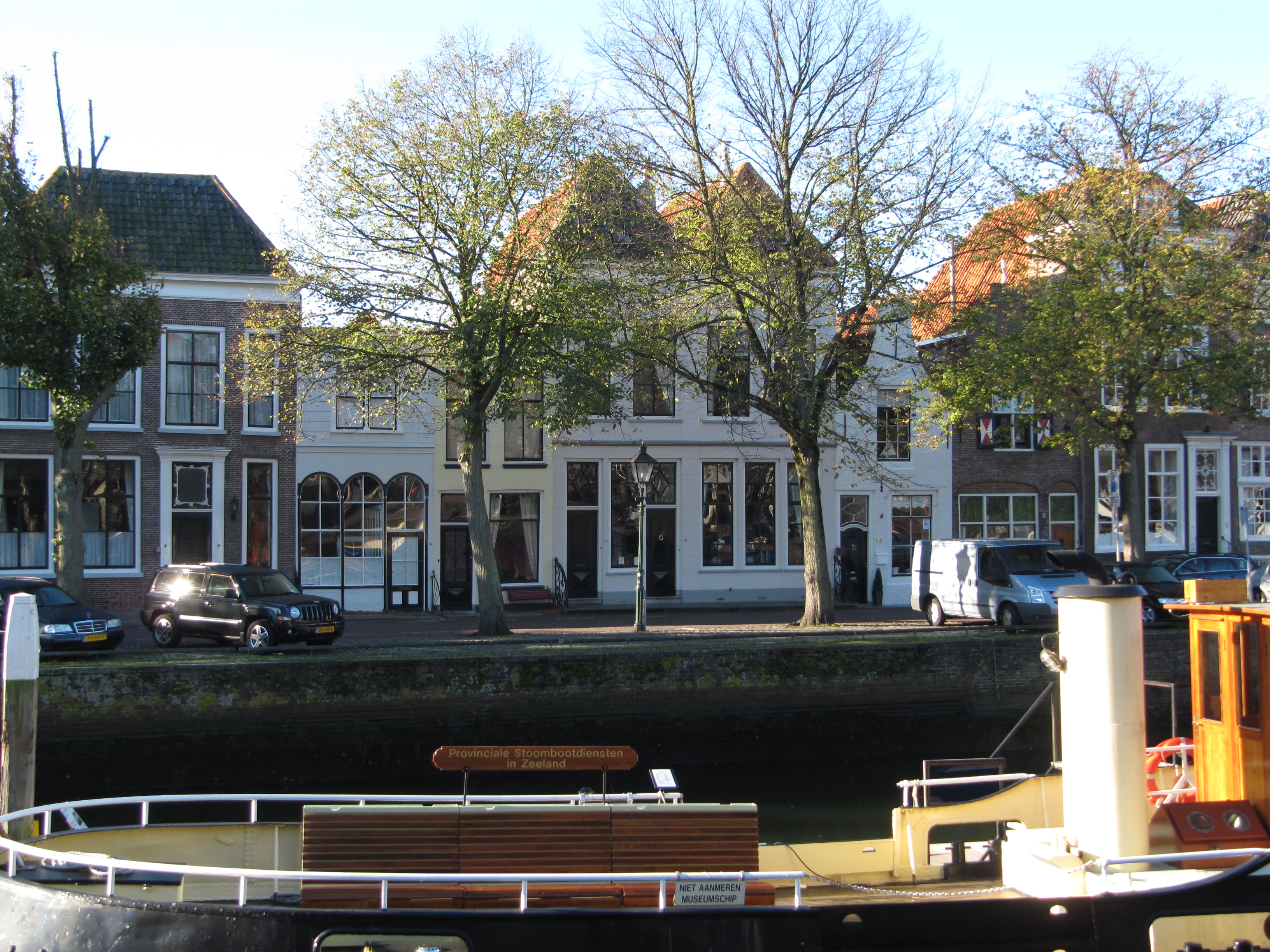
Zierikzee: Oude Haven ("Porto Vecchio")

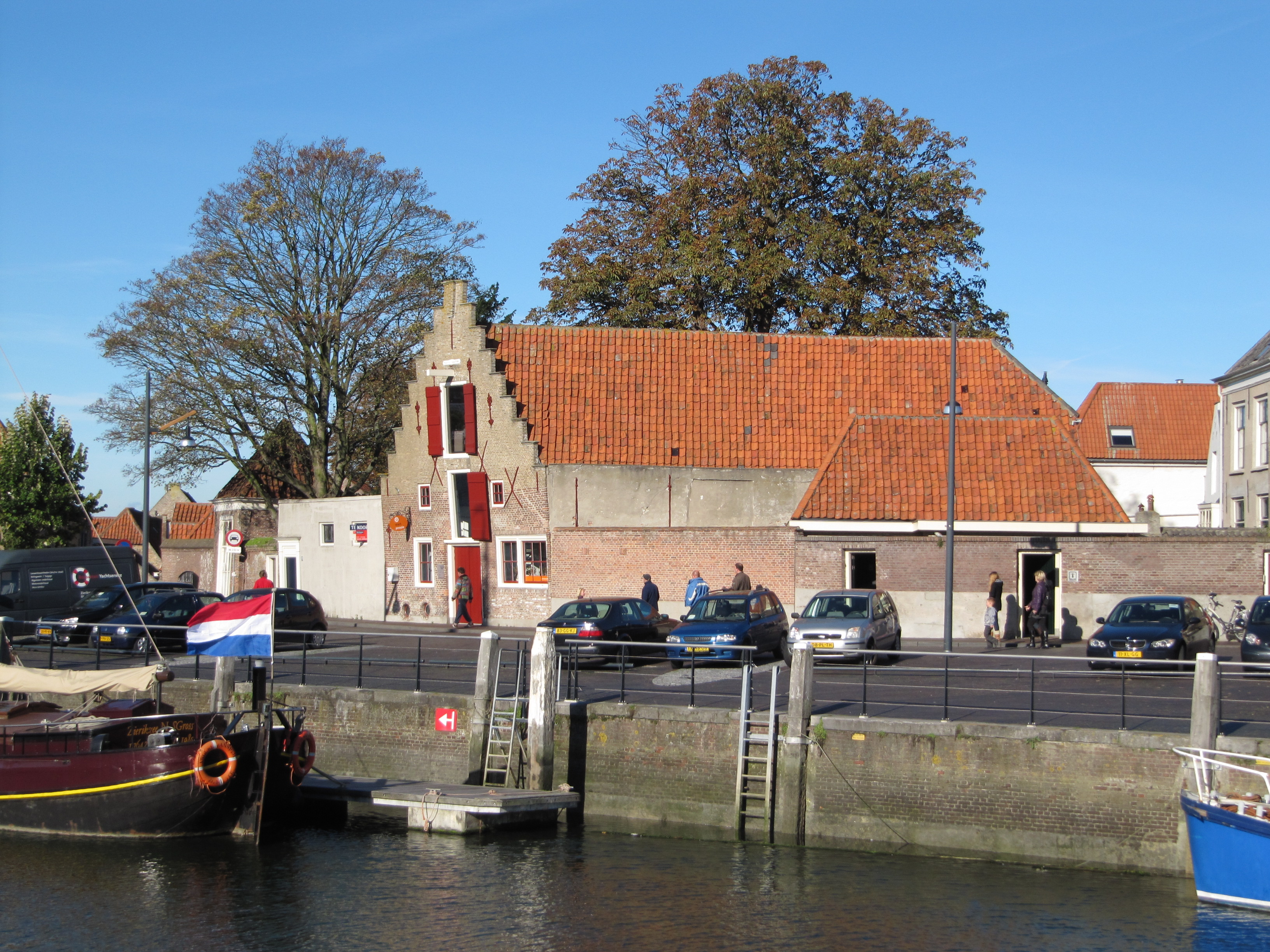
Zierikzee: Nieuwe Haven ("Porto Nuovo")

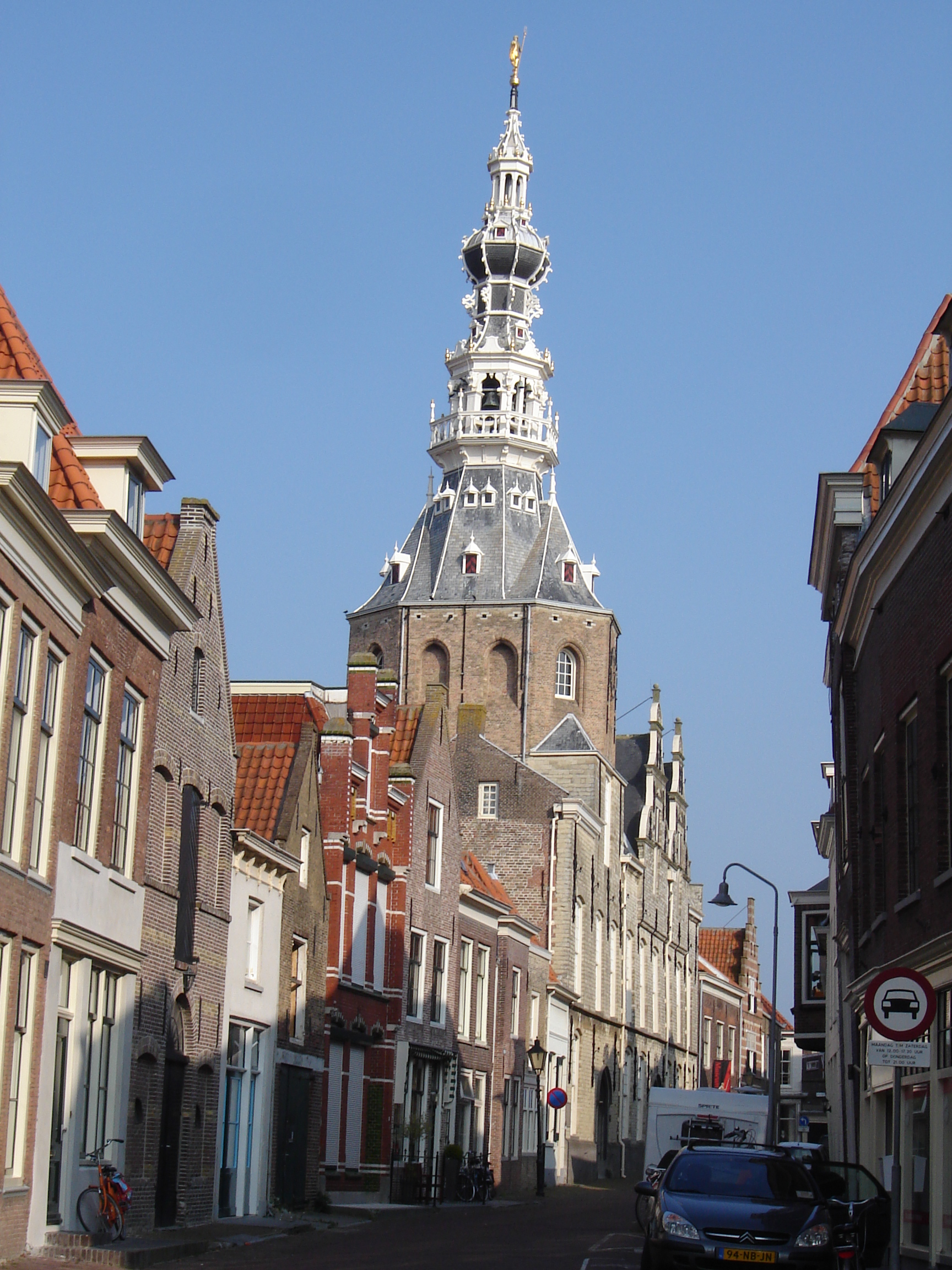
Zierikzee: il Municipio

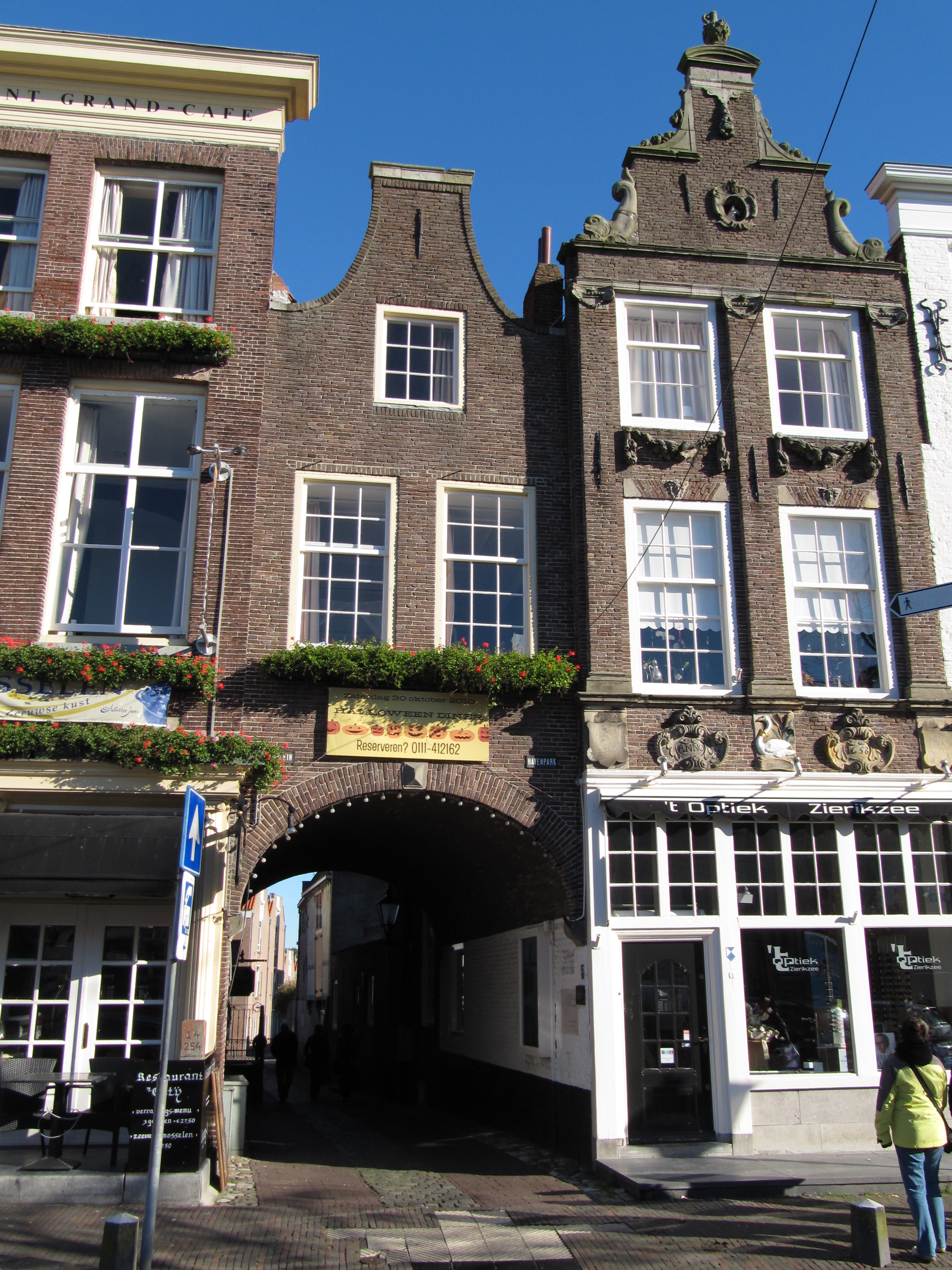
Zierikzee: Havenplein

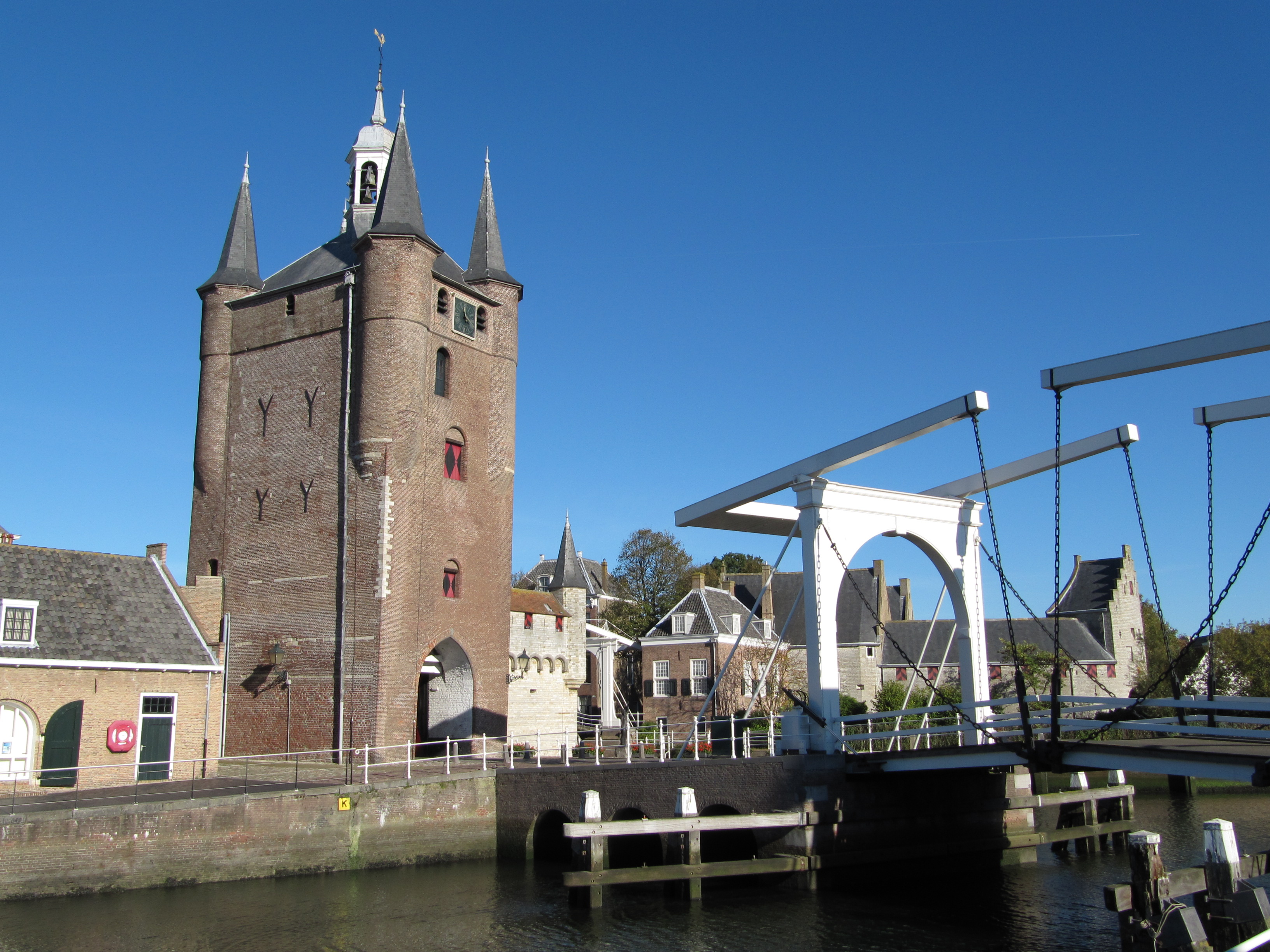
Zierikzee: la Zuidhavenpoort

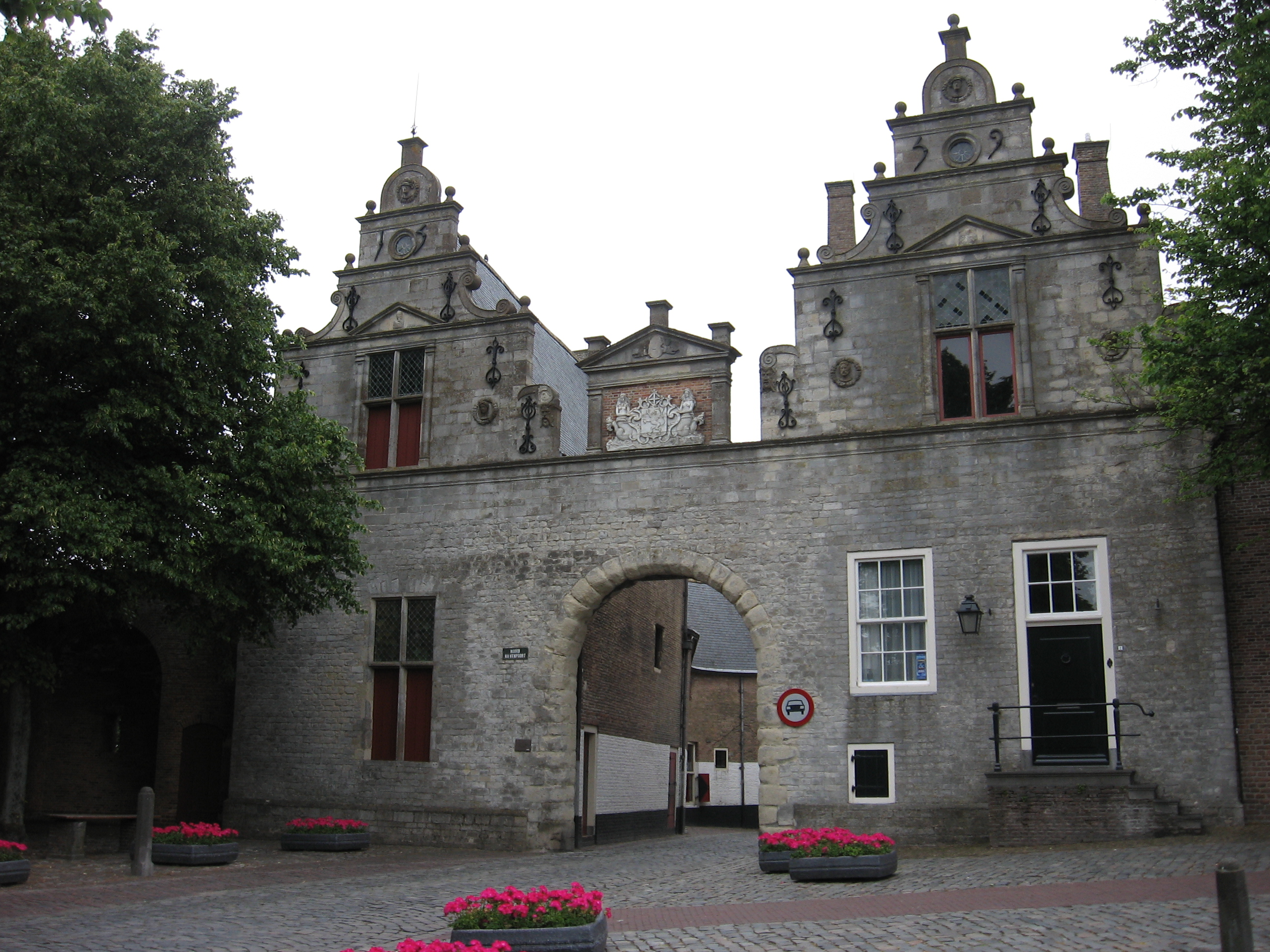
Zierikzee: La Noordhavenpoort

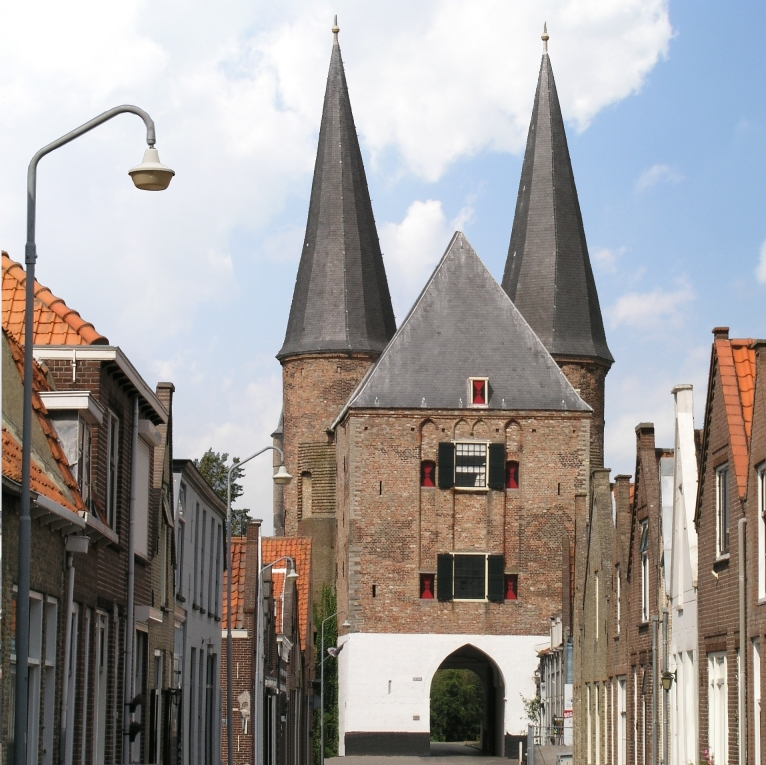
Zierikzee: La Nobelpoort

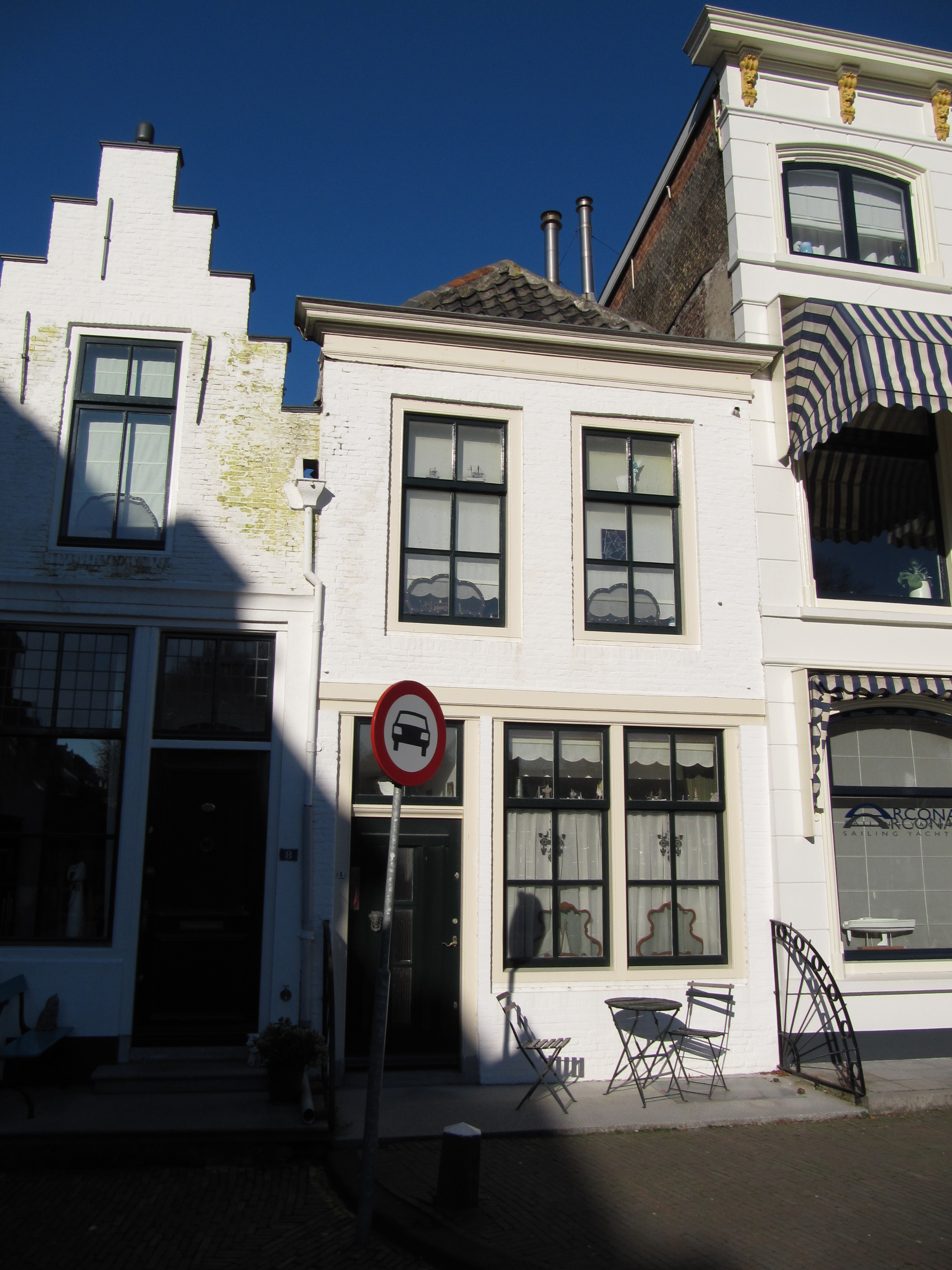
Zierikzee: Edifici nella Kraanplein

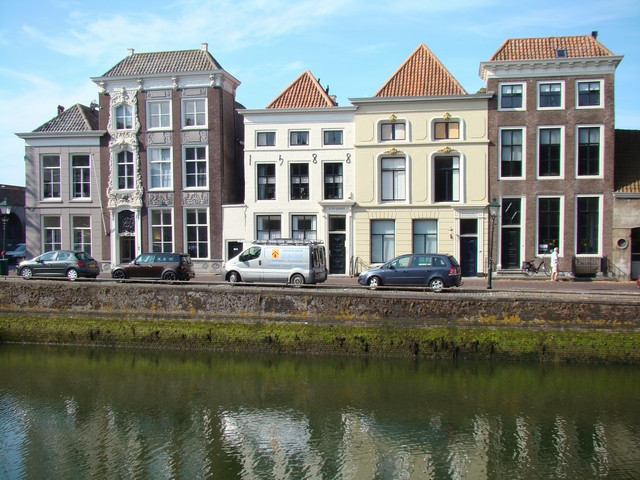
Edifici di Zierikzee

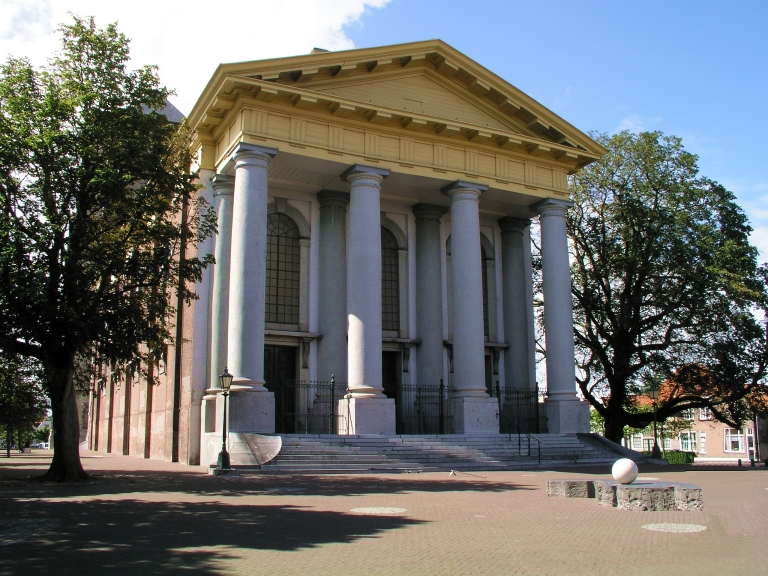
Zierikzee: la Nieuwe Kerk

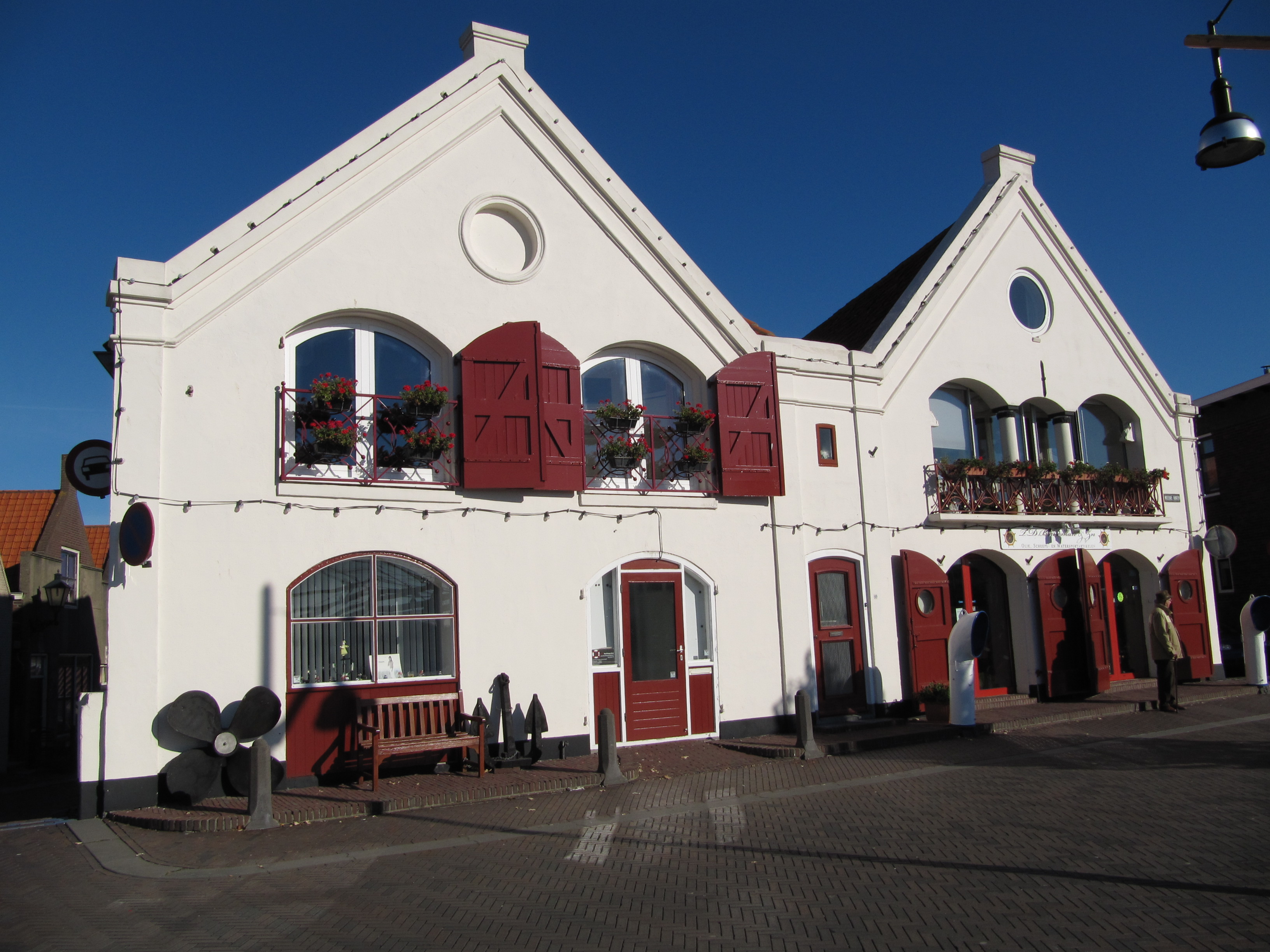
Edifici di Zierikzee

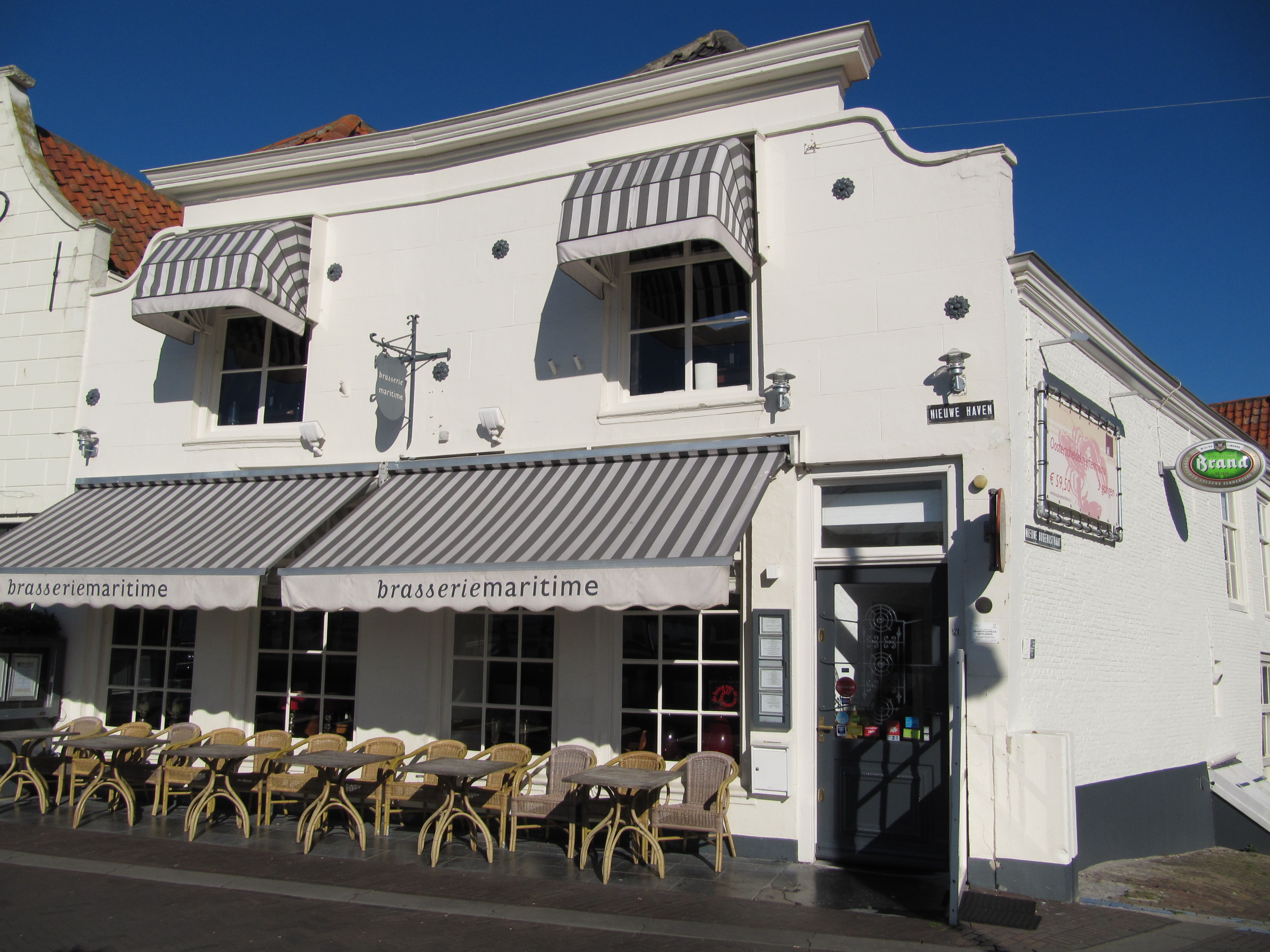
Zierikzee: edifici in Nieuwe Haven ("Porto Nuovo")

Zierikzee (pron.: /'zi:rikze:/, in dialetto zelandese: Zurrikzeê) è una cittadina di circa 10.000 abitanti della provincia della Zelanda (Zeeland), nel sud-ovest dei Paesi Bassi, situata nell'isola di Schouwen-Duiveland ed affacciata sulla Schelda Orientale (Mare del Nord). Dal punto di vista amministrativo, si tratta di un ex-comune, facente ora parte della municipalità di Schouwen-Duiveland (dal 1997), di cui è il capoluogo. Un tempo era anche il capoluogo e la seconda città della Zelanda.
La città era un tempo il principale porto della Zelanda e possiede uno dei più importanti patrimoni architettonici della provincia.

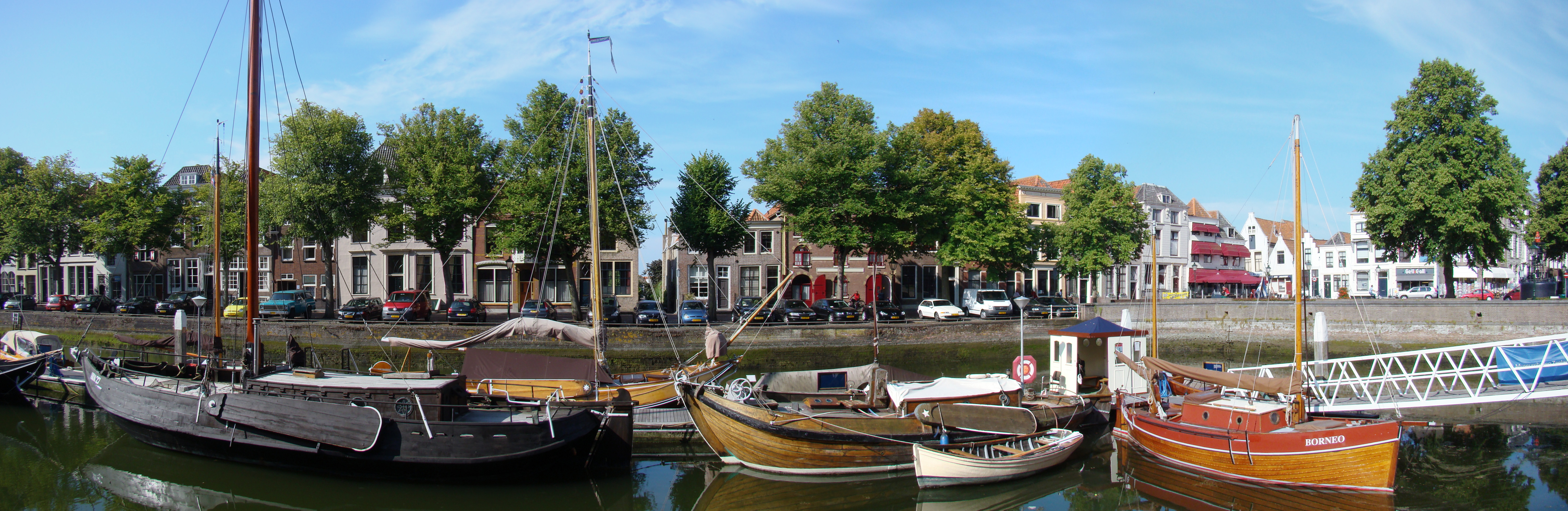
Zierikzee (Zelanda, Paesi Bassi): veduta del porto

## Geografia fisica
Zierikzee è situata lungo la costa sud-occidentale dell'isola (e comune) di Schouwen-Duivenland, di fronte all'isola di Noord-Beveland, da cui è collegata da un ponte, il Zeelandbrug ("Ponte Zelanda"), e tra le località di Brouwershaven e Colijnsplaat (rispettivamente a sud della prima e a nord della seconda)  e tra le località di Westenschouwen e Bruinisse/Zijpe (rispettivamente ad est della prima e ad ovest della seconda). Si trova inoltre a circa 40 km a nord-est di Middelburg, a circa 65 km a sud/sud-ovest di Rotterdam e a circa 77 km ad ovest di Breda.

### Territorio
Attorno a Zierikzee si trovano tra laghetti definiti inlaag, parola che sta ad indicare uno specchio d'acqua tra due dighe. Essi sono: l'Inlaag Zuidhoek (nel polder Zuidhoek), Cauwers Inlaag (a sud-ovest della città) e le Kisters of Suzanna's Inlaag.

## Origini del nome
Il toponimo Zierikzee, attestato anticamente come Siricasha, Sirikese, Zierikshe e Zierixzee, deriva dalla combinazione del nome proprio di persona Siric (> Zierik), che farebbe riferimento al presunto fondatore della città, con il termine antico olandese *aha ("acqua"), termine diventato poi -ee in Zelanda.

## Storia

### Dalla fondazione al XII secolo
Secondo la leggenda, Zierikzee sarebbe stata fondata nell'849 da un esule proveniente dalla Pannonia, che si chiamava Ziringus (Zierik).
La prima menzione della località risale tuttavia al 948 quando è descritta quale capoluogo dello Schouwen-Duivenland. In un documento del 976 è citata come Creka, un termine che significa letteralmente "cala" (cfr. ol. moderno: kreek), ma in un documento del 1156 è già attestata come Siricasha.
Nella metà del XII secolo fu costruita a Zierikzee una nuova chiesa a forma di basilica romana.

### XIII secolo
Intorno al 1217-1220 Zierikzee ricevette lo status di città, status che fu rinnovato ed esteso l'11 marzo 1248 da Guglielmo II, conte d'Olanda e di Zelanda.
Nella seconda metà del XIII secolo Zierikzee divenne il primo insediamento di predicatori in Zelanda e Olanda: nel 1256 fu fondato un beghinaggio e negli anni settanta furono eretti alcuni monasteri
Tra il 1303 e il 1304 la cittadina fu invasa da truppe provenienti dalle Fiandre, truppe che furono però definitivamente sconfitte l'11 agosto 1304 in quella che è nota come battaglia di Zierikzee.

### XIV-XV secolo
Nella metà del XIV secolo la città conobbe il suo periodo di massimo splendore dal punto di vista economico, in particolar modo grazie al commercio del sale, principale prodotto d'esportazione e ai frequenti collegamenti marittimi con il Mar Baltico e il Mediterraneo.
Nel 1466 infuriò nella città un grosso incendio.

### XVI-XVII secolo
Negli anni sessanta del XVI secolo conobbe un declino dal punto di vista economico, a causa della forte concorrenza con altre città.
Nel 1566 il Calvinismo, penetrato attraverso le Fiandre, entrò a far parte della vita religiosa della città.
Nel settembre del 1575, nel corso della guerra degli ottant'anni, la città fu assediata dalle truppe spagnole, alle quali si arrese il 29 giugno dell'anno seguente e dalle quali fu occupata fino alla rivolta di quattro mesi dopo.
|  |

Nel corso del XVII secolo aumentò il numero di persone che frequentavano le chiese cittadine. Il numero di sacerdoti passò da tre a cinque tra il 1604 e il 1650.
|  |

### XVIII-XIX secolo
Alla fine del XVIII secolo si stabilì a Zierikzee un gruppo di ebrei che diventò una vera e propria comunità agli inizi del secolo successivo, tanto che nel 1825 fu fondata una sinagoga nella Meelstraat.
Nel 1818 fu finanziato un progetto che doveva rilanciare la cittadina di Zierikzee come porto peschereccio grazie alla costruzione del Nieuwe Visscherij ma il progetto si rivelò un fallimento: delle sedici barche da pesche previste in partenza dal porto nel giro di quattro anni, ne partirono soltanto undici, a causa di problemi finanziari.
Nel 1822 la città contava due fabbriche di birra, due concerie, nove mulini, ecc. La ditta di maggiore successo fu però un'industria tessile, aperta nel 1838 e che tra il 1838 e il 1850 impiegò tra i 150 e i 200 lavoratori.
Nel 1840 il comune di Zierikzee contava 1.448 abitazioni e 7.240 abitanti.

### XX-XI secolo
Il 30 aprile 1917 nel corso della prima guerra mondiale, Zierikzee fu colpita da sei bombe sganciate da un aereo britannico, che l'aveva confusa con la località belga di Zeebrugge.
Nel 1953 la città fu colpita da un'alluvione, in seguito alla quale molti edifici del vecchio porto dovettero essere sottoposti a restauro.
Nel 1997 la cittadina perse lo status di comune e fu conglobata nella nuova municipalità di Schouwen-Duiveland.

### Simboli

#### Bandiera
La bandiera di Zierikzee è costituita da cinque righe orizzontali rosse e nere (tre rosse e due nere). Fu adottata a partire dal 29 maggio 1961 su decisione del consiglio comunale.

#### Stemma
Lo stemma di Zierikzee risale al XIII secolo e raffigura un leone con uno scudo crociato. Deriva probabilmente dallo stemma dei Paesi Bassi.

## Monumenti e luoghi d'interesse
Zierikzee si colloca all'ottavo posto tra le città di interesse artistico-architettonico dei Paesi Bassi ed è la tredicesima città per numero di edifici classificati come rijksmonumenten, con ben 568 monumenti protetti.

### Architetture religiose

#### Gasthuiskerk
La Gasthuiskerk è una chiesa eretta in origine nel XV secolo come cappella di un ricovero (in olandese: gasthuis, da cui il nome).

#### Nieuwe Kerk
La Nieuwe Kerk ("Chiesa Nuova"), situata nei pressi della Sint-Lievensmonstertoren, è dedicata a San Livinio e risale al 1835-1848.

#### Sint-Lievensmonstertoren
La Sint-Lievensmonstertoren ("Torre di San Livinio") è una torre alta circa 62 metri ed è ciò che rimane di quella che era la più grande chiesa della Zelanda, eretta nel XIV secolo e che fu distrutta da un incendio nel 1832.
|  |

### Architetture civili

#### Municipio
L'attuale Municipio di Zierikzee (Stadhuis) è frutto di una ricostruzione del 1772-1779 di un edificio risalente al 1550-1554, che aveva preso il posto del vecchio municipio del XIV secolo.
Al suo interno ospita lo Stadhuis Museum ("Museo del municipio").
|  |

#### Mulini
Un tempo a Zierikzee si trovavano molti mulini a vento. Di questi ne rimangono soltanto due: il Mulino Den Haas e il Mulino De Hoop.

##### Mulino Den Haas
Il mulino Den Haas è il più antico dei due mulini a vento di Zierikzee rimasti e risale al 1727.
|  |

##### Mulino De Hoop
Il mulino De Hoop è il più recente dei due mulini di Zierikzee rimasti e risale al 1850-1875.
|  |

### Architetture militari

#### Gravensteen
Il Graveensteen ("Rocca dei conti") è un edificio eretto nel 1358 e ricostruito tra il 1524 e il 1526 su progetto dell'architetto di Anversa Harman Van Aecken. Era la sede dei conti di Olanda, Zelanda e Fiandra Occidentale.

#### Noordhavenpoort
Nell'antico bacino portuale si trova la Noorhavenpoort ("Porta del porto settentrionale"), un'antica porta cittadina, eretta a scopo difensivo nel XIV secolo e successivamente ampliata. La Noordhavenpoort presenta un alto frontone rinascimentale.

#### Zuidhavenpoort
Collegata con un ponte mobile alla Noordhavepoort, è un'altra antica porta cittadina, la Zuidhavenpoort ("Porta del porto meridionale"), sempre risalente al XIV secolo e costituita da una torre quadrata provvista a sua volta di quattro torrette circolari.

#### Nobelpoort
Un'altra porta medievale di Zierikzee è la Nobelpoort, risalente al primo quarto del XIV secolo.

## Società

### Evoluzione demografica
Al censimento del 2001 Zierikzee contava una popolazione pari a 10.313 abitanti.

## Cultura

### Musei

#### Maritiem Museum
Il Gravensteen ospita al suo interno il Maritiem Museum Zierikzee, il museo marittimo, che ricorda il periodo in cui la città era un fiorente porto.
Tra i pezzi pregiati vi è il dipinto Gezicht op de rede van Zierikzee (1506 ca.) e il modellino di una nave da guerra del 1627.

#### Museumhaven
Nella zona del vecchio porto (Oude Haven) si trova il Museumhaven Zeeland, il museo portuale, che espone alcune barche antiche.

### Arte
- Zierikzee è raffigurata nel dipinto di Esaias van de Velde (1587-1630) Gezicht op Zierikzee ("Veduta di Zierikzee"; 1618)[38]
- Zierikzee è raffigurata nel dipinto di Jan Toorop (1858-1928) Gezicht op Zierikzee (1916)[39]

|  |

## Amministrazione

### Gemellaggi
- Saint-Hilaire-du-Harcouët[40]

## Sport
- La squadra di calcio locale è SV MZC '11.[41]